# Chen Xingxu
Chen Xingxu (chino simplificado: 陳星旭, chino tradicional: 陈星旭) es un actor chino.

## Biografía
Se entrenó en el "Central Academy of Drama" en el departamento de actuación en China de donde se graduó en 2018.

## Carrera
En 2010 obtuvo un papel secundario en la película Under the Hawthorn Tree donde dio vida al hermano menor de Lao San (Shawn Dou).
En el 2007 se unió al elenco de la serie histórica The Legend of Meng Li Ju (再生緣之孟麗君傳) donde interpretó al pequeño príncipe heredero.
En enero del 2017 se unió al elenco principal de la serie The Legend of the Condor Heroes donde dio vida a Yang Kang, hasta el final de la serie en abril del mismo año. La serie fue una adaptación de la novela "The Legend of the Condor Heroes" de Jin Yong (Louis Cha) (1957) y una nueva versión de la serie de televisión con el mismo nombre de Johnnie To (de 1983).
El 14 de febrero del 2019 se unió al elenco principal de la serie Goodbye My Princess donde interpretó al Príncipe Heredero Li Chengyin, quien termina enamorándose de la Princesa Xiao Feng (Peng Xiaoran) hasta el final de la serie el 25 de marzo del mismo año. La serie fue una adaptación de la novela Dong Gong (Eastern Palace) de Fei Wo Si Cun.
En 2021 se unirá al elenco principal de la serie militar The Glory of Youth (号手就位) donde dará vida a Ou Yangjun.
Ese mismo año se unirá al elenco de la serie The Best of Times (最好的时代) donde interpretará a Li Yanfeng.

## Filmografía

### Series de televisión
| Año             | Título                          | Personaje                        | Notas                |
| --------------- | ------------------------------- | -------------------------------- | -------------------- |
| TBA             | Guardians of the Lands          | Chu Huan                         | [ 12 ]               |
| TBA             | The Last Prince                 | Príncipe                         |                      |
| TBA             | Love in a Fallen City           | Yu Haoqing                       |                      |
| 2022 - presente | Love When the Stars Fall        | Xuan Shangjun / Shaodian Youqin  | [ 13 ] [ 14 ] [ 15 ] |
| 2021            | Fall In Love                    | Tan Xuanlin                      | 36 episodios         |
| 2021            | Truth                           | Lin Yuanhao                      | 32 episodios         |
| 2021            | The Glory of Youth (号手就位)   | Ou Yangjun                       | 49 episodios         |
| 2020            | The Best of Times               | Li Yanfeng                       | 36 episodios         |
| 2019            | Goodbye My Princess             | Príncipe Li Chengyin / Gu Xiaowu | 52 episodios         |
| 2017            | The Legend of the Condor Heroes | Yang Kang                        |                      |
| 2007            | Qiu Haitang                     | Yuan Shaoheng (de joven)         |                      |
| 2007            | 烈日炎炎                        | Luo Liangku                      |                      |
| 2007            | The Legend of Meng Li Ju        | Pequeño Príncipe                 |                      |
| 2007            | Golden Marriage                 | Dabao (de pequeño)               |                      |
| 2007            | Sparkling Red Star              | Pan Dongzi                       |                      |
| 2006            | 你是我的命                      | Tang Hao (de pequeño)            |                      |
| 2006            | 將門風雲                        | Zhou Nanzheng (de pequeño)       |                      |
| 2003            | Cao Xueqin                      | Liu'er                           |                      |
| 2001            | A Passionate Life               | Shi Hai (de pequeño)             |                      |

### Películas
| Año  | Título                              | Personaje      | Notas                                                                           |
| ---- | ----------------------------------- | -------------- | ------------------------------------------------------------------------------- |
| 2020 | A Chinese Ghost Story               | Ning Caichen   | junto a Eleanor Lee y Norman Chui                                               |
| 2019 | The Youthful China in the Headlines | -              | (corto) - junto a Zhu Yilong, Wan Qian, Bai Jingting, Dong Zijian y Zhou Dongyu |
| 2019 | 特種兵王之決不妥協                  | Zhou Yang      |                                                                                 |
| 2017 | Once Upon a Time                    | Li Yiguan      | junto a Liu Yifei, Yang Yang, Luo Jin, Yan Yikuan y Li Chun                     |
| 2015 | Beijing & New York                  | Shaonian Lanyī |                                                                                 |
| 2010 | Under the Hawthorn Tree             | Hermano de San | junto a Shawn Dou                                                               |

### Programas de variedades
| Año  | Título     | Notas                           |
| ---- | ---------- | ------------------------------- |
| 2019 | Day Day Up | invitado - junto a Peng Xiaoran |
| 2019 | Happy Camp | invitado - junto a Peng Xiaoran |

### Revistas / sesiones fotográficas
| Año  | Título                   | Notas                |
| ---- | ------------------------ | -------------------- |
| 2020 | Chance Fashion           |                      |
| 2020 | Our Street Style         |                      |
| 2020 | Z-ING Icon               |                      |
| 2019 | Men’s Uno China          |                      |
| 2019 | SPOTliGHT                |                      |
| 2019 | Juzi Fashion             |                      |
| 2019 | World Traveller Magazine |                      |
| 2019 | RayLi HerStyle           |                      |
| 2019 | COSMO                    | junto a Peng Xiaoran |

### Eventos
| Año  | Marca                               | Notas                                                               |
| ---- | ----------------------------------- | ------------------------------------------------------------------- |
| 2019 | Marie Claire China x TMall Event    |                                                                     |
| 2019 | Kenzo Parfum Brand Event            |                                                                     |
| 2019 | NARS Cosmetics                      | invitado - junto a Peng Xiaoran                                     |
| 2019 | Hunan TV Gala for China's Space Day | interpretó la canción "Little Star" (小星星) - junto a Peng Xiaoran |